# Marlene Harpsøe
Marlene Harpsøe (født 3. august 1983 i Humlebæk) er en dansk politiker, der har været folketingsmedlem for Dansk Folkeparti siden 2022. Hun var folketingsmedlem for Dansk Folkeparti fra 2007 til 2011 og igen fra 2015 til 2019. Siden 2014 har hun derudover været byrådsmedlem i Helsingør Kommune for DF. Hun skiftede parti til Danmarksdemokraterne i august 2022 og blev samtidig folketingskandidat for partiet.

## Baggrund
Marlene Harpsøe er sproglig student fra Espergærde Gymnasium i 2002, har læst HGS på Hillerød Handelsskole 2004 og er uddannet kontorassistent fra Accoat A/S (2006). Hun arbejdede som kontorassistent hos Dansk Folkeparti fra 2006 til 2007. Hun bor i Espergærde.

## Politisk karriere
Harpsøe var politisk næstformand for Dansk Folkepartis Ungdom i 2005-2007 og har været lokalforeningsformand for DFU i Nordsjælland og bestyrelsesmedlem i Dansk Folkepartis lokalafdeling i Fredensborg Kommune.
Harpsøe blev valgt til Folketinget ved Folketingsvalget 2007 for Nordsjællands Storkreds med 6.096 stemmer, blot to stemmer mere end Martin Kelkelund, der fik 6.094.
Kelkelund havde fået 1713 personlige stemmer og Harpsøe 91 færre, og det var således ikke personlige stemmetal, der afgjorde valget mellem de to. Ved valget i 2011 blev hun ikke genvalgt til Folketinget, da ét af Dansk Folkepartis to mandater i Nordsjælland forsvandt. Efter folketingsvalget 2015 kom hun igen i Folketinget, men mistede sit mandat efter valget i 2019. Siden 2014 har hun siddet i Helsingør Byråd.
I august 2022 annoncerede hun sin indmeldelse i Danmarksdemokraterne og blev samtidig udpeget til folketingskandidat for partiet ved næste folketingsvalg i Nordsjællands Storkreds. Hun blev valgt til Folketinget for sit nye parti ved folketingsvalget 2022.